# Suzanne Vos
Suzanne Vos era uma política sul-africana. Ela foi membro do Partido da Liberdade Inkatha e do Parlamento.
Vos foi também membro do Parlamento Pan-Africano e relatora da Comissão dos Transportes, Indústria, Comunicações, Energia, Ciência e Tecnologia, uma das suas Comissões Permanentes.